# Five Corners
Pour plus de détails, voir Fiche technique et Distribution.
Five Corners est un film dramatique américain réalisé par Tony Bill, sorti en 1987.

## Fiche technique
- Titre : Five Corners
- Titre québécois: Flèches au Cœur
- Réalisation : Tony Bill
- Scénario : John Patrick Shanley
- Production : Tony Bill, George Harrison, Forrest Murray et Denis O'Brien
- Société de production et de distribution : Cineplex Odeon Films (en)
- Musique : James Newton Howard
- Photographie : Fred Murphy
- Montage : Andy Blumenthal
- Décors : Adrianne Lobel (en)
- Costumes : Peggy Farrell
- Pays d'origine : États-Unis
- Langue : anglais
- Format : Couleurs - 1,85:1 - Stéréo - 35 mm
- Genre : Drame
- Durée : 90 minutes
- Date de sortie : 22 janvier 1988

## Distribution
- Jodie Foster (VF : Micky Sébastian) : Linda
- Tim Robbins (VF : Emmanuel Jacomy) : Harry
- Todd Graff : Jamie
- John Turturro (VF : Vincent Violette) : Heinz
- Michael R. Howard : Murray
- Pierre Epstein : George
- Jery Hewitt : M. Glascow
- Rodney Harvey (en) : Castro
- Daniel Jenkins (en) : Willie
- Elizabeth Berridge : Melanie
- Cathryn de Prume : Brita
- Carl Capotorto (en) (VF : Vincent Ropion) : Sal
- Rose Gregorio (VF : Dorothée Jemma) : Mme Sabantino
- Kathleen Chalfant : Mme Fitzgerald